# Irecê (microregio)
Irecê is een van de 32 microregio's van de Braziliaanse deelstaat Bahia. Zij ligt in de mesoregio Centro-Norte Baiano en grenst aan de mesoregio's Vale São Francisco da Bahia in het noorden en westen en Centro-Sul Baiano in het zuiden en de microregio Jacobina in het westen. De microregio heeft een oppervlakte van ca. 17.380 km². Midden 2004 werd het inwoneraantal geschat op 356.747.
Negentien gemeenten behoren tot deze microregio:
| - América Dourada - Barra do Mendes - Barro Alto - Canarana - Cafarnaum - Central - Gentio do Ouro - Ibipeba - Ibititá - Iraquara | - Irecê - João Dourado - Jussara - Lapão - Mulungu do Morro - Presidente Dutra - São Gabriel - Souto Soares - Uibaí |

Mesoregio's: Centro-Norte Baiano · Centro-Sul Baiano · Extremo Oeste Baiano · Metropolitana de Salvador · Nordeste Baiano · Sul Baiano · Vale São-Franciscano da Bahia

Microregio's: Alagoinhas · Barra · Barreiras · Bom Jesus da Lapa · Boquira · Brumado · Catu · Cotegipe · Entre Rios · Euclides da Cunha · Feira de Santana · Guanambi · Ilhéus-Itabuna · Irecê · Itaberaba · Itapetinga · Jacobina · Jequié · Jeremoabo · Juazeiro · Livramento do Brumado · Paulo Afonso · Porto Seguro · Ribeira do Pombal · Salvador · Santa Maria da Vitória · Santo Antônio de Jesus · Seabra · Senhor do Bonfim · Serrinha · Valença · Vitória da Conquista